# Chester
Chester este oraș și district nemetropolitan al Regatului Unit, reședința comitatului Cheshire, din regiunea North West, aflată în Anglia. Districtul are o populație de 119.700 locuitori, din care 77.040 locuiesc în orașul propriu-zis Chester.
Istoric, orașul Chester e situat pe râul Dee, care-l desparte pe latura S-E de cetatea medievală fortificată cu zid de apărare și turnuri de observație, oraș fondat de un mercenar roman, având numele de Lupus. În anii 1200, în centrul orașului se poate vizita arena romană folosită pentru luptele între prizonieri sau cu animale sălbatice. Cercul unde erau înlănțuiți gladiatorii sau fiarele se afla, în original, cu piatră de susținere lângă zidul interior. Clădirile sunt construite sub influența normanzilor cuceritori, cu boltă celtică și gotică. 